# 村松康雄
村松 康雄（むらまつ やすお、1933年4月6日 - 2024年4月11日）は、日本の俳優、声優、ナレーター。オフィス薫所属。妻はオフィス薫代表の村松薫。東京府（現：東京都）出身。
主な出演作に『機動戦士ガンダム』（レビル将軍）、『フランダースの犬』（ハンス）、『パイレーツ・オブ・カリビアン』シリーズ（ウェザビー・スワン総督）、『名探偵コナン』（ピスコ）、『クレヨンしんちゃん 嵐を呼ぶ!夕陽のカスカベボーイズ』（マイク水野）、CM『明星ラーメン チャルメラ』（チャルメラおじさん）、CM『トリスウイスキー』（トリスのおじさん）などがある。

## 来歴
幼少期は中国在住だったが、中学1年の時に太平洋戦争終結に伴う引き揚げで帰国。中国では毛沢東の軍から「使役の命令書」を受け、小学生にも関わらず死体の片づけなどを行ったという。
大学生の頃に劇団四季の芝居に感動し、研究生として1955年に入団。この頃、劇団四季創設者の浅利慶太らが「吹き替え専門の会社を作ろうか」というような話を通うバーでしており、バーのオーナーだった植村伴次郎が東北新社を設立した縁から、吹き替えには草創期より出演していた。
劇団退団後、しばらくはフリーで活動。千葉耕市に誘われ、1965年から同人舎プロダクションに所属。以降は声優業が中心となる。
1988年にフリーになる。
ウイットプロモーションを経て、1992年、オフィス薫を設立。
2024年、体力の衰えから入院していたが、同年4月11日、妻に看取られ老衰のため横浜市内の病院で死去。91歳没。

## 人物
声種はバリトン。バイプレーヤーとして名のある声優だった。
オフィス薫では附属声優養成所の所長も務めるなど、後進の育成に積極的であった。教え子には岩居由希子や中村千絵がいる。
4級ボート免許を所持している。趣味は釣りと旅行。方言は甲州弁。

## 代役・後任
2020年以降はいくつかの持ち役を降板している。村松から役を引き継いだ人物は以下の通り。
| 後任         | 役名                   | 作品                                          | 後任の初担当作品                                |
| ------------ | ---------------------- | --------------------------------------------- | ----------------------------------------------- |
| 石川ひろあき | トム                   | 『ONE PIECE』                                 | 第967話                                         |
| 菊池通武     | フランク・ラヴィング   | 『OK牧場の決斗』東京12ch版                    | BD追加録音部分                                  |
| 筒井巧       | オーウェン・ラーズ     | 『スター・ウォーズ エピソード4/新たなる希望』 | 『スター・ウォーズ エピソード2/クローンの攻撃』 |
| 杉村憲司     | カイザス・M・バイヤー  | 『機動戦士ガンダム 逆襲のシャア』             | 『機動戦士ガンダム U.C. ENGAGE』                |
| 立川三貴     | ピーター・セダンスキー | 『ナショナル・トレジャーシリーズ』            | 『ナショナル・トレジャー一族の謎』              |
| 浦山迅       | ベン・マッカンレス     | 『ネバダ・スミス』フジテレビ版                | BD追加録音部分                                  |

## 出演

### テレビアニメ
1964年
- 0戦はやと（田中大佐）

1967年
- かみなり坊やピッカリ・ビー

1968年
- 怪物くん
- 巨人の星（1968年 - 1971年）

1969年
- 忍風カムイ外伝（百姓、六）
- サザエさん（1969年 - 2017年、老人）

1970年
- あしたのジョー
- アタックNo.1
- ばくはつ五郎（浜田寅之助）

1971年
- アニメンタリー 決断
- アンデルセン物語
- さすらいの太陽
- 珍豪ムチャ兵衛

1972年
- 赤胴鈴之助

1973年
- 侍ジャイアンツ

1974年
- 科学忍者隊ガッチャマン（大統領）
- 破裏拳ポリマー（ドーライ）

1975年
- フランダースの犬（ハンス）

1976年
- ブロッカー軍団IVマシーンブラスター（村越）

1977年
- 家なき子
- 新・巨人の星（1977年 - 1978年）
- ポールのミラクル大作戦（ネッケン隊長）
- ルパン三世（第2作）（1977年 - 1979年）
- 若草のシャルロット（ゴードン、医者、馭者）
- 恐竜大戦争アイゼンボーグ (竜崎長官)

1978年
- 宝島
- ペリーヌ物語
- 未来少年コナン（エイ）
- 星の王子さま プチ・プランス（キツネ）

1979年
- 赤毛のアン（ジョン・サドラー）
- 宇宙戦艦ヤマト2（地球防衛軍第1空母艦長）
- 科学忍者隊ガッチャマンF（医師）
- 闘士ゴーディアン（ドクマ大帝統）

1980年
- 円卓の騎士物語 燃えろアーサー（村長）
- おじゃまんが山田くん（大山先生、別居）
- こぐまのミーシャ（タヌスキー）
- 釣りキチ三平（魚紳の父）
- 鉄腕アトム (アニメ第2作)（所長）
- トム・ソーヤーの冒険（牧師）
- ドラえもん（テレビ朝日版第1期）（1980年 - 2002年、野比のび郎、タイムパトロール隊長）
- ベルサイユのばら
- ムーの白鯨

1981年
- あしたのジョー2
- 太陽の牙ダグラム（ニール）
- 太陽の使者 鉄人28号
- まいっちんぐマチコ先生（早七、神主、麻衣平ノ助〈2代目〉）
- 名犬ジョリィ（医者）
- 六神合体ゴッドマーズ（1981年 - 1982年、所長、医者 他）

1982年
- うる星やつら
- おちゃめ神物語コロコロポロン（ミダス王）
- 科学救助隊テクノボイジャー（所長、船長）
- 戦闘メカ ザブングル（キャリング）
- ときめきトゥナイト（時計）
- 魔法のプリンセス ミンキーモモ（1982年 - 1991年、ボワロ、サンタ、悪玉、団長、博士、市長） - 2シリーズ
- 野生のさけび

1983年
- イーグルサム（イミジク）
- キャプテン
- 銀河疾風サスライガー（ユニ・ゼッポ）
- さすがの猿飛（支店長、CIA支局長）
- スペースコブラ
- 聖戦士ダンバイン（基地司令、ニジェンスキー）
- 超時空世紀オーガス（ジェフリー・ホワイドチラム軍総裁）
- 魔法の天使クリィミーマミ（1983年 - 1984年、轟、お爺さん 他）
- まんが日本史

1984年
- 巨神ゴーグ（首脳代表）
- 星銃士ビスマルク（フロント、ヨゼフ座長 他）
- ビデオ戦士レザリオン（大統領）
- 魔法の妖精ペルシャ（紳士）
- 名探偵ホームズ（伯爵、フランス人、ハラス）
- ルパン三世 PARTIII（1984年 - 1985年）

1985年
- 小公女セーラ（老司祭）
- ダーティペア（ゲッシー）
- 超獣機神ダンクーガ（天文台所長）
- 魔法のスターマジカルエミ（徳治）

1986年
- 愛少女ポリアンナ物語（チャーリーエームス）
- あんみつ姫（百地ゼンザイ、ガンマン、助五郎）
- 宇宙船サジタリウス（社長）
- 機動戦士ガンダムΖΖ（タンデム）
- ドラゴンボール（村人たち）
- ハイスクール!奇面組（シェフ）

1987年
- アニメ三銃士（マンソン）
- エスパー魔美（1987年 - 1988年、本屋の主人、宮島幸男、紳士）
- シティーハンター（高塚、岡野）
- 聖闘士星矢（麻森）
- ついでにとんちんかん（とん吉の父）
- のらくろクン（大金）
- 陽あたり良好!（伸の伯父）

1988年
- F-エフ（会長）
- キテレツ大百科（おじいさん、部長）
- シティーハンター2（人吉）

1989年
- 美味しんぼ（1989年 - 1991年、老場長、富山、袁小牧、武田譲、竹之下さん）
- 機動警察パトレイバー（祖父江）
- 昆虫物語 みなしごハッチ（1989年 - 1990年、茂平、カメムシ爺さん、クワガタ爺さん）
- ジャングル大帝（ジョリー）

1990年
- 江戸っ子ボーイ がってん太助（御前）
- ルパン三世 ヘミングウェイ・ペーパーの謎（メンゲル）

1991年
- 緊急発進セイバーキッズ
- それいけ!アンパンマン（1991年 - 1996年、にんにく和尚〈初代〉、ルカじいさん）
- トラップ一家物語（視察官）
- ハイスクールミステリー学園七不思議（店長）
- 笑ゥせぇるすまん（1991年 - 1993年、丹巳一人、尾山野大造）

1992年
- クッキングパパ（農夫）
- サラダ十勇士トマトマン（パパイアン、キャプテンココナッツ）
- 超電動ロボ 鉄人28号FX（ブルモンド、大塚警部）
- ファンタジーアドベンチャー 長靴をはいた猫の冒険（国王）
- フランダースの犬 ぼくのパトラッシュ（レインス先生）
- 横山光輝 三国志

1993年
- クッキングパパ（伝一、西谷工場長）

1995年
- 黄金勇者ゴルドラン（長老）
- 鬼神童子ZENKI（坂東千恵蔵）
- NINKU -忍空-（聖紫）

1996年
- 名探偵コナン（1996年 - 2015年、旗本北郎、土井文男、増尾桂造、ピスコ〈枡山憲三〉、原良治、遠田芳郎、大門源一郎、裁判長、綿貫辰造、桝田大蔵、院長、店長、土屋大輔、山口太郎、島村慶次）
- るろうに剣心 -明治剣客浪漫譚-（橋爪琢磨）

1997年
- EAT-MAN（社長）
- はいぱーぽりす（院長）

1999年
- 週刊ストーリーランド（田中、ミスター天空、保安官、主人）

2000年
- アルジェントソーマ（長官）
- 陽だまりの樹（旦海）

2002年
- 冒険者（マルチェーナ神父）

2003年
- ギルガメッシュ（支配人）

2004年
- 攻殻機動隊 S.A.C. 2nd GIG（防衛省長官）

2005年
- CLUSTER EDGE（大使）
- 戦国英雄伝説 新釈 眞田十勇士 The Animation（阿多長寿院盛淳）
- ONE PIECE（2005年 - 2009年、トム〈初代〉、ファブル）

2006年
- まじめにふまじめ かいけつゾロリ（ナーバ）
- 妖怪人間ベム（2006年版）（カリヤッハ・ベーラ）
- よみがえる空 -RESCUE WINGS-（竹中正造）
- ワンワンセレプー それゆけ!徹之進（大徳校長）

2007年
- ゲゲゲの鬼太郎（第5作）（毛羽毛現）

2008年
- ゴルゴ13（パトリー）
- スレイヤーズREVOLUTION（議員C）
- テイルズ オブ ジ アビス（老マクガヴァン）

2009年
- スティッチ!（教頭先生）
- ねぎぼうずのあさたろう（かんぴょうのごんざえもん）

2010年
- NARUTO -ナルト- 疾風伝（イオウ）

2011年
- しまじろう ヘソカ（2011年 - 2012年、サンタクロース） - 2シリーズ

2012年
- もやしもん リターンズ（大物A）

2014年
- 棺姫のチャイカ（ヴァーノン・アルド・ヴィーマック四世）

2017年
- ドラえもん（テレビ朝日版第2期）（野比のび四郎）

### 劇場アニメ
1969年
- 怪物くん 砂魔人をやっつけろの巻/怪物くんとハニワ怪人の巻

1970年
- 巨人の星 大リーグボール

1979年
- 未来少年コナン（エイ）

1980年
- ウォーターシップダウンのうさぎたち（ビッグウィッグ）

1981年
- 機動戦士ガンダム（レビル）
- 機動戦士ガンダムII 哀・戦士編（レビル）

1982年
- 機動戦士ガンダムIII めぐりあい宇宙編（レビル）

1983年
- ドキュメント 太陽の牙ダグラム

1984年
- 綿の国星（アパートの家主）

1985年
- カムイの剣（酋長）

1987年
- 妖獣都市（社長）

1988年
- 機動戦士ガンダム 逆襲のシャア（カイザス・M・バイヤー）

1995年
- ドラえもん のび太の創世日記（大統領）

1996年
- ブラック・ジャック 劇場版（医師A）

1997年
- ジャングル大帝（プラス）

2004年
- クレヨンしんちゃん 嵐を呼ぶ!夕陽のカスカベボーイズ（マイク）

2017年
- クレヨンしんちゃん 襲来!!宇宙人シリリ（マイク水野）

### OVA
1983年
- ダロス（総領事）

1985年
- 吸血鬼ハンターD（ローマン）
- ラブ・ポジション ハレー伝説（虎馬社長）

1986年
- 湘南爆走族（校長先生）

1987年
- レリックアーマーLEGACIAM

1988年
- New Story of Aura Battler DUNBINE（司令）

1989年
- 機動戦士ガンダム0080 ポケットの中の戦争（クリスの父、校長）
- クラッシャージョウ 最終兵器アッシュ（カルロス）

1991年
- ジャングルウォーズ（老人）

1993年
- 難波金融伝・ミナミの帝王（田沼）

1998年
- 銀河英雄伝説外伝 千億の星、千億の光（シュターデン〈2代目〉）
- ブラック・ジャック（スタン・フィールド）

2000年
- ヨセフ物語 夢の力（ヤコブ）

2009年
- 名探偵コナン MAGIC FILE3 新一と蘭・麻雀牌と七夕の思い出（岡野）

2010年
- ONE PIECE FILM STRONG WORLD EPISODE:0（トム）

### ゲーム
1995年
- ファーレンハイト

1996年
- タクティクスオウガ（ハボリム、バイアン、司祭ブランタ）

1997年
- マリーのアトリエ 〜ザールブルグの錬金術士〜（ヴィント・シグザール、ドルニエ、妖精族の長老）

1998年
- エリーのアトリエ 〜ザールブルグの錬金術士2〜（ドルニエ、妖精族の長老）
- SDガンダム GGENERATION（1998年 - 1999年、レビル） - 2作品
- 機動戦士ガンダム ギレンの野望（1998年 - 2011年、レビル将軍） - 6作品

2001年
- 機動戦士ガンダム 連邦vs.ジオンDX（レビル将軍）
- リリーのアトリエ 〜ザールブルグの錬金術士3〜（妖精族長老）

2002年
- 機動戦士ガンダム戦記 Lost War Chronicles（レビル将軍）

2009年
- アニーのアトリエ 〜セラ島の錬金術士〜（ベートゲア）

2011年
- The Elder Scrolls V: Skyrim（同胞団の兵士 他）

2012年
- エルクローネのアトリエ 〜Dear for Otomate〜（ニクラス）

2013年
- Dragon's Dogma

### ドラマCD
- アルスラーン戦記2 王子二人（バフマン）
- ザ・マスターズファイター（レツ）
- 星界の断章 〜誕生/君臨〜（カポティア）
- テイルズ オブ ジ アビス ドラマCD3 罪に降る雪（老マクガヴァン）
- 天使のカンタレラ（皇帝）
- 深想心理 二重螺旋5（篠宮拓也）
- 創竜伝（古田重平）
- まんが家マリナ暗殺事件 愛してポンペイ狂詩曲（レピダの父）
- マスケティア・ルージュ 深紅の銃士（オドワルド）
- ルビーCDコレクション FAREWELL -フェアウエル-（仁杉）

### ラジオドラマ
- サテライト・オペレーション 小松左京作（1981年）
- 通りすがりのレイディ 新井素子作（1983年、キャスター）

### 吹き替え

#### 担当俳優
M・エメット・ウォルシュ
- スラップ・ショット（ディッキー・ダン）※フジテレビ版
- 普通の人々（水泳部のコーチ）※テレビ朝日版
- ワイルド・ワイルド・ウエスト（コールマン）※ソフト版

チョ・ギョンファン
- イ・サン（チェ・ソクチュ〈崔錫周〉）
- オールイン 運命の愛（スンドン）
- 宮廷女官チャングムの誓い（オ・ギョモ提調大監）

デイキン・マシューズ
- ギルモア・ガールズ（チャールストン校長）
- ギルモア・ガールズ イヤー・イン・ライフ（チャールストン校長）
- 刑事ナッシュ・ブリッジス シーズン2 #8（デール・カッター）
- ブリッジ・オブ・スパイ（モーティマー・W・バイヤーズ判事）
- THE MENTALIST メンタリストの捜査ファイル シーズン3・5（クリスト・パパダキス教授）

トロイ・エヴァンス
- エース・ベンチュラ（ロジャー・ポダクター）
- ドク・ソルジャー/白い戦場（パット・トラヴィス）※ソフト版
- ボーイ・ミーツ・ワールド（マーク森林警備隊員）

ネッド・ビーティ
- 1941（ウォード・ダグラス）※BD版
- キャプテン・アメリカ 卍帝国の野望（サム・コラウェッツ）
- サンダーパンツ!（エド・シェパード将軍）
- CSI:7 科学捜査班 #12（ドクター・デイヴ）
- 脱出（ボビー） ※ソフト版

フィリップ・ベイカー・ホール
- インサイダー（ドン・ヒューイット） ※ソフト版
- ゴーストバスターズ2（警視総監） ※ソフト版
- ザ・ロック（連邦最高裁長官）※テレビ朝日版
- マグノリア（ジミー・ゲイター）

マイケル・ガンボン
- 明日にむかって…（フロビシャー学長）
- カルテット! 人生のオペラハウス（セドリック・リビングストン）
- 華麗なる恋の舞台で（ジミー・ラングトン）
- スクワント/伝説の勇者（ジョージ候）
- スリーピー・ホロウ（バルタス・ヴァン・タッセル） ※ソフト版

#### 映画
- 愛人関係
- 愛すれど心さびしく
- 愛と哀しみの旅路 ※ソフト版
- 愛と哀しみのボレロ
- 愛の奴隷（リアル教授〈ホルヘ・リヴェラ・ロペス〉）
- アイランド
- アウトサイダー ※フジテレビ版
- アウトロー ※TBS版
- 赤いベレー ※テレビ朝日版
- 暁の7人
- 悪魔の墓場
- 悪夢の地底遭難（レイ・サンダース医師）
- 悪魔のワルツ（花屋の店員）
- 朝な夕なに
- アサルト13 要塞警察（ジャスパー・オーシェア〈ブライアン・デネヒー〉）※ソフト版
- アステロイド/最終衝撃（ロイド・モーガン〈フランク・マクレー〉）※テレビ朝日版
- アニー・ホール
- アバウト・シュミット（ラリー・ハーツェル〈ハワード・ヘスマン〉）
- アバランチエクスプレス（ミューラー〈ギュンター・マイスナー〉）
- アビエイター（ルイス・B・メイヤー〈スタンリー・デサンティス〉）
- アフリカ大空輸
- アムステルダム無情（市長〈ジュールス・クロワゼ〉）
- アメリカン・グラフィティ（カートの父）※TBS版
- アライバル ファイナル・コンタクト
- 嵐の中で輝いて（リンダの父）※ソフト版
- アラモの砦（サンタナ〈J・キャロル・ネイシュ〉、セギン）
- アラン・ドロンのゾロ ※テレビ朝日新録版
- アリゲーター（ルーク・ガッチェル〈シドニー・ラシック〉）※テレビ朝日版
- アリスのレストラン
- アルタード・ステーツ/未知への挑戦
- アルマゲドン（ロナルド・クインシー〈ジェイソン・アイザックス〉）※ソフト版
- アンディ・ラウの餓狼烈伝（組長〈クー・フェン〉）
- アンディ・ラウの野獣戦線（ロウベン）
- アンドリューNDR114（議長）※日本テレビ版
- アンドロメダ…（カムロー〈カール・ラインデル〉）※テレビ朝日版
- E.T.（精神科医）※DVD版
- 怒りの河 ※フジテレビ版
- 生きてる限り僕は負けない（呉の父〈崔福生〉、院長(徐)、万先生）
- イザベル・アジャーニの惑い（ダルビニー氏〈ジャン＝ルイ・リシャール〉）
- イスタンブール特急（アンリ〈エミール・ジェネスト〉、男F）
- いそしぎ
- いつも心に太陽を
- 従妹ベット（クレヴェル〈ボブ・ホスキンス〉）
- イヤー・オブ・ザ・ドラゴン（サリヴァン総監）
- インシデント
- ヴァン・ヘルシング（ジネット枢機卿〈アラン・アームストロング〉）※劇場公開版
- Vフォー・ヴェンデッタ（リリマン司教〈ジョン・スタンディング〉）
- ウィッチマウンテン/地図から消された山
- ウィンブルドン 愛の日
- ウエスタン ※日本テレビ版
- ウエストワールド
- ヴェラ・ドレイク（判事〈ジム・ブロードベント〉）
- ウォール街（ダン）※フジテレビ版・テレビ朝日版
- 失われた週末（ビム・ノーラン）※テレビ神奈川版
- 宇宙からのツタンカーメン（ウィロビー警部）
- 宇宙の7人
- うっかり博士の大発明 フラバァ（ルーファス・ダガット学長〈レオン・エイムズ〉）
- ウディ・アレンの誰でも知りたがっているくせにちょっと聞きにくいSEXのすべてについて教えましょう（サム、バーナード・ジャッフェ、保安官、胃の男、脳〈トニー・ランドール〉）
- 裏切り鬼軍曹（マクナイト、MP(B)）
- ウルフマン（マーフィ医師）
- ウルフマン（モントフォード大佐）
- 噂のモーガン夫妻（アール・グレンジャー〈ウィルフォード・ブリムリー〉）
- エアポート'80（イーライ・サンド〈エディ・アルバート〉）
- 永遠のエルザ
- 栄光のル・マン ※フジテレビ版
- エイジ・オブ・イノセンス/汚れなき情事（レタブレア〈ノーマン・ロイド〉）
- H・G・ウェルズの月世界探検
- エイミー（マーヴィンの父、ヴァージル・グッドロー）
- エイリアン3（アンドリュース〈ブライアン・グローヴァー〉）※テレビ朝日版
- エイリアン・ネイション（フェダーチャック）※ソフト版
- X-MEN:ファイナル ディシジョン（ウォーレン・ワージントン卿〈マイケル・マーフィー〉）※劇場公開版
- エフィー・グレイ（ジョン・ラスキン〈デヴィッド・スーシェ〉）
- L.A. ギャング ストーリー（カーター判事〈ジョン・アイルワード〉）
- エル・ドラド（主人）※日本テレビ版、（ミラー〈ポール・フィックス〉）※テレビ東京版
- エルマー・ガントリー/魅せられた男
- エンジェルス2（バック〈ポール・ドゥーリイ〉）
- エンド・オブ・オール・ウォーズ（マクリーン中佐〈ジェームズ・コスモ〉）
- OK牧場の決斗 ※テレビ朝日新録版
- オーケストラの少女（ウェスティング〈エドウィン・マクスウェル〉）
- オー!ゴッド
- オーシャン・オブ・ファイヤー（ダヴェンポート少佐〈マルコム・マクダウェル〉、ウィットサイド少佐、マクナルティ中尉）
- オーメン（ベッカー医師〈アンソニー・ニコルス〉）※TBS版
- オーメン2/ダミアン（大佐〈ポール・クック〉）※TBS版
- オーメン/最後の闘争
- 黄金のランデブー（ドクター・マーストン〈ゴードン・ジャクソン〉）
- 大いなる眠り（ノリス〈ハリー・アンドリュース〉）※TBS版
- おかしな二人（記者）※VOD版
- 男たちの挽歌（ユー社長〈シー・イェンズ〉）※TBS版
- 女と男の名誉
- オンリー・ユー
- 海賊船（クルーニー・マクファーソン〈フィンレイ・カリー〉）
- 海底二万哩 ※フジテレビ版
- カクテル
- カサンドラ・クロス ※日本テレビ版
- 火星人地球大襲撃（エリス巡査部長）※NETテレビ版
- 風とライオン（ジョン・ヘイ〈ジョン・ヒューストン〉）※ソフト版
- 片腕ドラゴン（店主、ラマ僧(1)、長谷川）
- カナディアン・エクスプレス（おじいさん〈アンソニー・ホランド〉）※ソフト版
- ガバリン
- 硝子の塔（ガス・ヘイル）※ソフト版
- ガリバー旅行記（セオドア王〈ビリー・コノリー〉[35]）
- カリブ慕情/隠された200万ドルの謎
- 華麗なる賭け（エーブ〈アディソン・パウエル〉）※フジテレビ版
- ガンジー ※フジテレビ版
- 間諜X27
- ガントレット
- ガンマン無頼（ペドロ〈ヒューゴ・ブランコ〉）※テレビ東京版
- 危険な来訪者（イバン）
- 傷だらけの帝王（コラード〈ジュゼッペ・レオーネ〉）
- 北国の帝王
- 逆転（ジョン・ギャレット博士〈ケヴィン・マッカーシー〉）
- キャット・バルー
- キャット・ピープル（イェートマン・ブリューワー）※フジテレビ版
- キャデラック 俺たちの1,000マイル（フレッド〈アラン・アーキン〉）
- キャノンボール（グリーク、キャノンボールの主催者）※テレビ朝日版
- 宮廷画家ゴヤは見た（グレゴリオ神父〈マイケル・ロンズデール〉）
- 恐怖の魔力/メドゥーサ・タッチ（ジョンソン医師〈ゴードン・ジャクソン〉）
- 極限水域 ファースト・アフター・ゴッド（海軍大佐）
- キラー・コップ/悪魔の熱線殺人
- ギルティ/罪深き罪（ノーラン）
- 疑惑の影
- キングコング（ロス船長〈ジョン・ランドルフ〉）※テレビ朝日新録版
- グース ※テレビ朝日版
- 空軍大戦略
- 空爆特攻隊
- グッドナイト&グッドラック（ウィリアム・ペイリー〈フランク・ランジェラ〉）
- クライム・オブ・パッション
- クライング・ゲーム（コル〈ジム・ブロードベント〉）
- クラッシュトレイン（レイ・ウィリアムズ警部）
- グラディエーター（ファルコ）※ソフト版
- 暗闇でドッキリ（ターク）※テレビ朝日版
- クランスマン（シャニーフェルト〈エド・コール〉）
- グランド・ホテル（プレイジング〈ウォーレス・ビアリー〉）※PDDVD版
- グリズリー（チャールズ・キトリッジ〈ジョー・ドーシー〉）
- クリムゾン・リバー2 黙示録の天使たち（エメリッヒ〈クリストファー・リー〉）
- クルーゾー警部
- グレムリン（フランク保安官〈スコット・ブレイディ〉）※ソフト版・テレビ朝日版、（ドリー）※ソフト版
- グレン・ミラー物語（グレンの父〈アーヴィング・ベーコン〉）※テレビ東京版
- クロコダイル・ダンディー（サム・チャールトン）※テレビ朝日版
- ケーブルガイ（スティーヴンの父親〈ジョージ・シーガル〉）
- 刑事ニコ/法の死角（ジェナーロ神父〈ジョー・グレコ〉）※テレビ朝日版
- ケイブ・イン（ハル・"キャピー"・シュースター）
- 劇場版 水滸伝
- 激戦地（アドラー〈ミルコ・エリス〉）※日本テレビ版
- 激突!（バー店主）※テレビ朝日版
- 拳銃の報酬（受付、男(4)、警備員(2)）
- 拳精（慧悟〈リー・マンチン〉）※TBS版
- ゴーストアビス（ビル・ペリー）
- ゴーストバスターズ2（精神科医〈ブライアン・ドイル＝マーレイ〉）※ソフト版・テレビ朝日版
- コーマ（シュワルツ〈ベニー・ルビン〉）
- ゴールデンボーイ（ベンジャミン・クレイマー〈マイケル・バーン〉）
- コールド・ブラッド/殺しの紋章（チャーリー・ダミコ〈ロッド・スタイガー〉）
- 絞殺魔（ネイギー〈オースティン・ウィリス〉）
- 候補者ビル・マッケイ
- 荒野の大活劇（取り立て屋）
- ゴッドファーザー PART II ※日本テレビ版
- ゴッドファーザー PART III（ドン・トマシーノ〈ヴィットリオ・デューズ〉）※ソフト版
- ゴルゴ13 九竜の首（シュルツ）
- 殺し屋ハリー/華麗なる挑戦
- コンドル（ジェニングス）※テレビ朝日旧録版
- サージェント・ペッパー ぼくの友だち（ベルント・バウアー）
- サイコ（チャーリー〈ジョン・アンダーソン 〉）※フジテレビ版
- 最前線物語 ※TBS版
- サイン・オブ・デス（デカンブレ〈ミシェル・セロー〉）
- ザ・エージェント（ディッキー・フォックス）※ソフト版
- ザ・ガン 運命の銃弾（アート）
- ザ・クレイジーズ/細菌兵器の恐怖（ブルーベイカー）
- ザ・シークレット・サービス（サンフォード・リッグス）※テレビ朝日版
- さすらいの逃亡者・火を吹く皆殺しのマシンガン
- 殺人課（ジリー・カラン）
- 殺人捜査
- 札束とお嬢さん
- THE DEFENDER
- ザ・フラッシュ2/超音速のSFヒーローに謎の怪人が逆襲（マーフ〈ビフ・マナード〉）※テレビ朝日版
- ザ・プレイヤー ※テレビ朝日版
- サムライ（ボーイ長〈ロベール・ファヴァール〉）
- さよならエマニエル夫人（老人）
- さらばキューバ（ベイヨ将軍〈マーティン・バルサム〉）
- さらば、わが愛/覇王別姫（クァン師匠）
- 猿の惑星（オノリアス〈ジェームズ・デイリー〉）※ソフト版、（監守、警官猿(2)）※TBS版
- 猿の惑星・征服（競売人〈ゴードン・ジャンプ〉）
- ザ・ロック ※テレビ朝日版
- 三十四丁目の奇蹟（R・H・メイシー社長〈ハリー・アントリム〉）※PDDVD版
- サンダーハート（サム・リーチズ〈チーフ・テッド・シン・エルク〉）
- 3人のゴースト（ジェイコブ・マーリー〈ジェイミー・ファー〉）
- 三人の容疑者
- 幸せのきずな（グレゴリー・ローソン〈アラン・アルダ〉）
- 幸せはパリで（アンドレ・グリーンロウ〈シャルル・ボワイエ〉）
- 幸せへのキセキ（マクギンティー〈ピーター・リーガート〉）
- シェーン（サム・グラフトン〈ポール・マクヴィ〉）※テレビ東京版
- JFK（上院議員ロング〈ウォルター・マッソー〉）※テレビ朝日版
- ジェフリー（スキップ・ウィンクリー）
- ジェロニモ（ネルソン・マイルズ中将〈ケヴィン・タイ〉）
- 死刑台のメロディ（タイヤー〈ジェフリー・キーン〉）
- 地獄の戦闘艇バラクーダ
- 地獄の変異（ニコライ博士〈マーセル・ユーレス〉）
- 地獄の黙示録 ※日本テレビ版
- 十戒 ※フジテレビ版
- シティ・コネクション（グレイヘッド）
- 死の接吻（マイケルソン刑事）※VHS版
- シベールの日曜日
- ジャガーノート（コリガン〈クリフトン・ジェームズ〉）
- ジャグラー ニューヨーク25時
- ジャッカルの日（ベルティエ刑事局長〈ティモシー・ウェスト〉）※日本テレビ版
- シャレード ※日本テレビ版
- シャロウ・グレイブ
- 12人のパパ（ニック・ゲアハード学長、レジス・フィルビン）
- 重犯罪特捜班/ザ・セブン・アップス（フェスタ）※テレビ朝日版
- ジュリア（ジョン・ワトソン）※フジテレビ版
- ジョーズ2（ヘリコプターのパイロット）※日本テレビ版
- ジョーズ'87 復讐篇 ※テレビ朝日版
- 勝利なき戦い
- 少林寺木人拳（法英）※TBS版
- 白雪姫とエッチな仲間たち（ボス、王様）
- 知りすぎていた男 ※テレビ朝日版
- 死霊のはらわたIII/キャプテン・スーパーマーケット（賢者〈イアン・アバークロンビー〉）
- シルバー・ブリット/死霊の牙（アーニー〈ジェームズ・ギャモン〉）
- 白と黒のナイフ（ゴールドマン）
- 新エクソシスト/死肉のダンス（フランク・レハール）
- 真実の瞬間（フェリックス・グラフ〈サム・ワナメイカー〉）
- シンシナティ・キッド（クリスチャンの父）※フジテレビ版
- 新・脱獄の用心棒（フエルタ将軍〈エドゥアルド・ファヤルド〉）
- 新トータル・リコール（バスコム）
- スーパーマンII ※テレビ朝日版
- スカーレット&ブラック（マックス・ヘルム将軍〈ウォルター・ゴテル〉）
- スケアクロウ（医師〈チャールズ・ノエル〉）※テレビ朝日版
- 頭上の敵機
- スター・ウォーズ エピソード4/新たなる希望（オーウェン・ラーズ〈フィル・ブラウン〉[36]）※ソフト版
- スターマン/愛・宇宙はるかに
- スターマン2/リターン（ケント〈クリストファー・クリーサ〉）
- スタンド・バイ・ミー（グランディ市長〈スコット・ビーチ〉）※フジテレビ版
- スチュアート・リトル（レジナルド・スタウト〈ブルーノ・カービー〉、ビーチウッド医師〈ダブニー・コールマン〉）※テレビ朝日版
- スティング（エディ・ナイルズ、ジミー）※ソフト版、（ヴィンス・コームズ）※テレビ朝日版
- ステラ ※日本テレビ版
- ストローカーエース
- 素晴らしきヒコーキ野郎 ※日本テレビ版
- スプラッシュ（バイライト〈シェッキー・グリーン〉）※フジテレビ版
- スペースインベーダー（警察署長〈ジミー・ハント〉）
- スペースバンパイア ※テレビ朝日旧録版
- スポッツウッド・クラブ（ボール社長）
- スラップ・ショット（ハイアニスポートのアナウンサー〈ポール・ドゥーリイ〉）※フジテレビ版
- スリープレス（ウリッセ・モレッティ元警部）※ソフト版
- 生存者（ブレイン機長）
- 西太后 ※日本テレビ版
- 聖なる嘘つき（キルシュバウム医師〈アーミン・ミューラー＝スタール〉）
- 西部決闘史（市長〈ジャンニ・リッツォ〉）
- ゼイリブ（髭の男〈ジョン・ローレンス〉）
- 戦場のピアニスト（グリュン〈シリル・シャプス〉）
- 戦争プロフェッショナル ※フジテレビ版
- 戦闘機対戦車（ウェーブリー少将〈アイヴァー・バリー〉）
- 捜索者 ※フジテレビ版
- 続・荒野の1ドル銀貨（神父）※テレビ東京版
- 続・猿の惑星（船長）※LD版
- 続フレンズ/ポールとミシェル
- ゾンビコップ（メイベリー署長〈メル・スチュアート〉）
- ダーティ・チェイサー/凶悪犯死の大逃走500キロ
- ダーティハリー4（バーテンダー）
- ダーティファイター（タンク・マードック）
- ターミネーター（公衆電話の男、バーテン、警察署の受付）※テレビ朝日版
- 大空港（アンソン・ハリス〈バリー・ネルソン〉）※日本テレビ旧録版
- 大脱出（警部）
- 大脱走（ディートリッヒ〈ゲオルグ・ミケル〉）※フジテレビ版
- 大統領の陰謀（アグニュー副大統領）
- ダイナサウルス（サマリー〈マイケル・シネルニコフ〉）
- 太平洋の虎鮫（オハラ〈フリーマン・ラスク〉、哨戒員(1)、少尉、潜望鏡係、副射手、ベドフォード）
- タイム・アフター・タイム
- タイムコップ（ユージン・マトゥーザック隊長〈ブルース・マッギル〉）※ソフト版
- タイムマスター/時空をかける少年（アーサー王〈ジョス・アクランド〉）
- 大列車強盗（シャープ〈ロバート・ラング〉、バンデイクス、司祭）※TBS版
- 大列車強盗団
- 戦うパンチョ・ビラ
- タッカー
- ダニエル・スティール/ダディ〜父親・決断の瞬間〜
- 007シリーズ
  - 007/ゴールドフィンガー（Q〈デスモンド・リュウェリン〉[37]）※日本テレビ版
  - 007/サンダーボール作戦（クイスト〈ビル・カミングス〉）※TBS版
  - 007は二度死ぬ（アメリカ大統領）※ソフト版
  - 007/ダイヤモンドは永遠に（メッツ教授〈ジョセフ・ファースト〉）※TBS新録版
  - 007/黄金銃を持つ男（コルソープ〈ジェームズ・コシンズ〉）※TBS版
  - 007/私を愛したスパイ（ベンソン大佐〈ジョージ・ベイカー〉）※TBS旧録版・TBS新録版
  - 007/ムーンレイカー（ボーイング747機長〈ジョージ・バート〉）※TBS版
  - 007/リビング・デイライツ（グレイ国防大臣〈ジェフリー・キーン〉、ゴーゴル将軍〈ウォルター・ゴテル〉）※ANA機内上映版
  - 007/カジノ・ロワイヤル（カールトン・タワーズ、カジノ支配人）※NET版
- ダラス
- タワーリング・インフェルノ（ウィル・ギディングズ〈ノーマン・バートン〉）※日本テレビ版
- 弾丸特急ジェット・バス（バクスター教授〈ハロルド・グールド〉）
- ダンシング・ヒーロー（バリー・ファイフ〈ビル・ハンター〉）
- 探偵マイク・ハマー 俺が掟だ!
- チーター/三人とチーター友情物語（ラリー）
- 小さな恋のメロディ（メロディの父〈ロイ・キニア〉）※LD版
- チェンジリング
- 地球が静止する日
- 血と砂
- チャーリー（フレッド・カルノー〈ジョン・ソウ〉）
- チャーリー・ウィルソンズ・ウォー（ラリー・リドル〈ピーター・ジェレティ〉）
- チャーリーズ・エンジェル フルスロットル（カーロイ・ベーラ）※劇場公開版
- チャーリー・モルデカイ 華麗なる名画の秘密（グレアム・アーチャー卿〈マイケル・カルキン〉[38]）
- チャイニーズ・ウォリアーズ（リュウおじさん〈フォン・ギンマン〉）
- ツインズ（ビートルート・マッキンレー〈トレイ・ウィルソン〉）※ソフト版
- ツイン・ピークス/ローラ・パーマー最期の7日間（ゴードン・コール〈デイヴィッド・リンチ〉、ジャック）※ソフト版
- DC911（ディック・チェイニー副大統領〈ローレンス・プレスマン〉、トニー・フランクス陸軍大将〈ダグ・レノックス〉）
- デイ・アフター・トゥモロー（レイモンド・ベッカー副大統領〈ケネス・ウェルシュ〉）※ソフト版
- ティファニーで朝食を（サリー・トマト〈アラン・リード〉、ティファニーの店員）※ソフト版
- ディフェンダー（トラヴィス上院議員）
- テス（リチャード・クリック）
- デス・ウィルス/発光体（ドゥーラン〈マルコム・スチュアート〉）
- デスロック/戦略ガス兵器を追え!（テレビアナウンサー〈マイケル・グリーンスパン〉）
- デッド・サイレンス（エドワード・アーシェン〈ボブ・ガントン〉）
- テニス靴をはいたコンピューター（ヒギンズ学長〈ジョー・フリン〉）
- デモン・シード
- デューン/砂の惑星（ナビゲーター）※日本テレビ版
- デュカリオン（パトリック神父）
- デリンジャー（サム・カウリー）※テレビ東京版
- デルタ・フォース（レバノン国防大臣）
- テン
- 電撃フリントGO!GO作戦（ウー博士〈ピーター・ブロッコ〉）※フジテレビ版
- 天国から来たチャンピオン ※テレビ朝日版
- 天国に行けないパパ（警部〈バリー・コービン〉）
- 天使にラブ・ソングを2（モーリス神父〈バーナード・ヒューズ〉）※日本テレビ版
- デンジャラス・プリズン -牢獄の処刑人-（プラシッドマン〈ウド・キア〉）
- デンバーに死す時（ジョー・ヘフ〈ジャック・ウォーデン〉）
- ドーン・オブ・ザ・デッド（ケーヒル保安官〈トム・サヴィーニ〉）
- ドイツ戦車軍団撃滅作戦（ペリーモア少将）
- 逃走迷路 ※日本テレビ版
- 透明人間（バーナード・ワックス〈ジム・ノートン〉）※ソフト版
- 遠すぎた橋 ※日本テレビ版
- ドクター・コネリー/キッドブラザー作戦
- ドッジボール（ドッジボール協会会長〈ウィリアム・シャトナー〉）
- トッツィー ※フジテレビ版
- 突破口!
- トナカイのブリザード（サンタクロース〈クリストファー・プラマー〉）
- トブルク戦線
- ドミノ・ターゲット
- ドラゴン怒りの鉄拳 ※テレビ朝日版
- ドラゴン・カンフー/龍虎八拳（ジェン・ティエン・イェン〈ロン・フェイ〉）
- ドラゴン修行房
- ドラブル
- トリコロールに燃えて
- 砦の29人（フォスター〈ラルフ・ネルソン〉）
- トロイ（グラウコス〈ジェームズ・コスモ〉）※劇場公開版
- ドン・サバティーニ（バート・パークス、フランク神父）
- ナイト・アンド・ザ・シティ（ペック〈イーライ・ウォラック〉）
- ナイトムーブス
- ナイトメア・シティ（リードマン中将〈トム・フェレギー〉）
- 長くつ下ピッピの冒険物語（ブラックハート〈ジョージ・ディセンゾ〉）
- ナショナル・トレジャー（ピーター・セダスキー〈ハーヴェイ・カイテル〉[39]）
- ナショナル・トレジャー リンカーン暗殺者の日記（ピーター・セダスキー〈ハーヴェイ・カイテル〉[40]）
- ならず者部隊（衛生兵）
- 2010年（ディミトリ・モイセーヴィッチ〈ダナ・エルカー〉）※TBS版
- 2012（トニー・デルガット〈ジョージ・シーガル〉）
- ネイビー・シールズ（エリオット・ウエスト〈ビル・コート〉）※テレビ朝日版
- ネバダ・スミス（ベン）※フジテレビ版
- ノスフェラトゥ
- ハードカバー/黒衣の使者（シドニー・ツァイト）
- ハートブレイク・リッジ 勝利の戦場（チューズー曹長〈アーリン・ディーン・スナイダー〉）※TBS版
- 陪審員（判事）※ソフト版
- ハイスクール・ドリーム（マグリー校長）
- ハイヌーン（カート・ドーザー）
- ハイランダー2 甦る戦士（舞台監督、技術者1、場内係）※VHS版、（ロイ、アナ男5、判事）※日本テレビ版
- ハイランダー3/超戦士大決戦（ナカノ〈マコ岩松〉）
- パイレーツ・オブ・カリビアンシリーズ（ウェザビー・スワン総督〈ジョナサン・プライス〉）
  - パイレーツ・オブ・カリビアン/呪われた海賊たち
  - パイレーツ・オブ・カリビアン/デッドマンズ・チェスト
  - パイレーツ・オブ・カリビアン/ワールド・エンド
- ハウリング（チャーリー・バートン〈ノーブル・ウィリンガム〉）
- バグジー（デル・ウェッブ〈アンディ・ロマーノ〉）
- 伯爵夫人 ※TBS版
- 裸の銃を持つ男（カート・ガウディ）※テレビ朝日版
- バッド・ガールズ ※テレビ朝日版
- パットン大戦車軍団（ホバート・カーヴァー准将〈マイケル・ストロング〉、ハリー・ビュフォード）※日本テレビ新録版
- ハドソン・ホーク（ゲイツ）※ソフト版
- パトリオット・ゲーム ※フジテレビ版
- バニシングin60″ ※日本テレビ版
- パニック・イン・スタジアム（アンディ〈アンディ・シダリス〉）※日本テレビ版・テレビ朝日版
- ハネムーン・イン・ベガス（サリー・モーラーズ）
- ハバナ（教授〈リチャード・ファーンズワース〉、ポッツ船長〈カーマイン・カリディ〉、ギャンブラー(1)、ウィリー、老人）
- ハマーアウト（チャールズ・マカリスター）
- ハリー・ポッターと死の秘宝 PART1（エルファイアス・ドージ〈デヴィッド・ライオール〉）
- ハリウッド的殺人事件（ジェリー・デュラン〈マーティン・ランドー〉、エディ・クルス刑事）
- ハリウッドランド（アート・ワイズマン〈ジェフリー・デマン〉）
- パリの恋人（ドヴィッチ）※機内上映版
- 遥かなる大地へ（ジョー・ドネリー）
- バンク・ジョブ（ルー・ヴォーゲル〈デヴィッド・スーシェ〉）
- 晩秋 ※テレビ版
- ハンター（ベルナルド〈トーマス・ロサレス・Jr.〉）※テレビ朝日版
- パンツァー 鋼鉄師団（ホルスト准将〈ロブ・ウェラン〉）
- バンデットQ（ニーガイ〈プレストン・ロックウッド〉）
- ハンナとその姉妹（アベル医師〈アイラ・ホイーラー〉、監督、伯父）
- ピーウィーの大冒険（フランシスの父、ミルトン・バール）
- ピーター・パン
- 引き裂かれたカーテン（グートマン教授〈ノーバート・シラー〉）※フジテレビ版
- ピクニック
- ビッグ・ボス（ジョー・プライヤー〈ディック・ミラー〉、ジョセフ・ステンソン、警部〈ジョン・フィネガン〉）
- 必殺マグナム（ケラーマン判事）
- 羊たちの沈黙（パーキンス保安官）※VHS版
- 100万ドルの血斗（バック・デューガン）
- ヒューゴの不思議な発明（ムッシュ・フリック〈リチャード・グリフィス〉[41]）
- 評決（ホイル判事〈ミロ・オーシャ〉）
- ピラニア（ワックスマン大佐〈ブルース・ゴードン〉）
- ピラミッド
- ビリー・ホリデイ物語/奇妙な果実（ビッグ・ベン〈スキャットマン・クローザース〉、バーニー）
- ビルとテッドの地獄旅行 （デ・ノモロス〈ジョス・アクランド〉）※テレビ東京版
- ピンク・パンサー2（執事マック〈デヴィッド・ロッジ〉、ファットマン〈エリック・ポールマン〉）※日本テレビ版
- WHO AM I?（シャーマン将軍〈エド・ネルソン〉）※ソフト版
- ファイナル・オプション（パウエル本部長〈エドワード・ウッドワード〉）※テレビ朝日版
- ファイナル・カウントダウン ※テレビ朝日版
- ファイヤーフォックス ※テレビ朝日版
- ファミリー・プロット（ジョセフ・P・マロニー〈エド・ローター〉）※TBS版
- ファルコンダウン（バズ）
- フィッシャー・キング（傷痍軍人〈トム・ウェイツ〉）
- FAIL SAFE 未知への飛行（スウェンソン国防長官〈ノーマン・ロイド 〉）
- フォース・エンジェル（ジョーンズ〈ティモシー・ウェスト〉）※ソフト版
- フォロー・ミー
- 武器よさらば
- 復讐の処刑コップ（サム・ウォッシュバーン〈マイケル・マクガヴァン〉）※テレビ東京版
- 復讐のビッグガン
- プライベイトスクール（リタの父〈リチャード・スタール〉）
- フライング・キッズ（ハンセン）
- ブラジルから来た少年（ハートゥング少佐〈ヴォルフガング・プライス〉、ドーリング）
- ブラック・シンジケート/美人女医・禁断の罠
- ブラック・ボックス 〜記憶の罠〜（アルチュールの父〈ミシェル・デュショソワ〉）
- フラッシュダンス（神父）
- フラッド（ヘンリー〈リチャード・ダイサート〉）※ソフト版
- フラバァ・デラックス（ルーファス・ダガット学長〈レオン・エイムズ〉）
- フランケンウィニー（チェンバース〈ジョゼフ・メイハー〉）
- フランケンシュタイン（クランプ教授〈ロバート・ハーディ〉）※テレビ朝日版
- フランティック（シャップ〈ジミー・レイ・ウィークス〉）※ソフト版
- プリズン（クレサス〈リンカーン・キルパトリック〉）
- プリティ・ウーマン（ジェームズ・モース〈ラルフ・ベラミー〉）※ソフト版
- ブリンクス
- ブルーサンダー（ロサンゼルス市長〈ジェイソン・バーナード〉）※テレビ朝日版
- ブルー・ハワイ（フレッド・ゲイツ）※LD版
- ブレイズ
- フレッチ登場!/5つの顔を持つ男（ジミー・リー・ファーンスワース〈R・リー・アーメイ〉）※VHS版
- フレンチ・コップス（ブローレ署長〈ジュリアン・ギオマール〉、子分）
- ブロードウェイのダニー・ローズ（シド・バカラック〈ジェラルド・シェーンフェルド〉）
- ブロンクス物語（カーマイン〈ジョー・ペシ〉）
- ベイブ ※日本テレビ版
- ベオウルフ（フロースガール〈ステラン・スカルスガルド〉）
- 北京の55日
- ペット・セメタリー（アーウィン・ゴールドマン）※フジテレビ版
- ヘラクレス/魔境の女戦士（ゼウス〈アンソニー・クイン〉）
- ベルリンの壁 その日、何を見たか
- ペンタグラム/悪魔の烙印 ※テレビ朝日版
- ベン・ハー ※テレビ朝日版
- ボーイズ'ン・ザ・フッド（ルイス・クランプ）
- ポール・ニューマンの ハリー＆サン（トム〈ウィルフォード・ブリムリー〉）
- 冒険者たち（キヨバシ〈ヴァレリー・インキジノフ〉）※TBS版
- 暴力脱獄
- 僕の大事なコレクション（祖父〈ボリス・レスキン〉）
- 星に想いを（ネイサン・リープクネヒト〈ジョゼフ・メイハー〉）
- 星の王子 ニューヨークへ行く（モーティマー・デューク〈ドン・アメチー〉）※フジテレビ版
- 星の国から来た仲間（教祖）※劇場公開版
- 北海ハイジャック（ドウネイ〈ジョン・ウェストブルック〉、スタレモ、パイロット）※フジテレビ版
- ボディ・ターゲット ※テレビ朝日版
- ポパイ（ジージル〈リチャード・リバティーニ〉）※フジテレビ版
- ホラー・エクスプレス/ゾンビ特急地獄行（ペトロスキー伯爵〈ホルヘ・リガウド〉）
- ポリスアカデミーシリーズ（キャサリンの父〈アーサー・バタニデス〉）
  - ポリスアカデミー2 全員出動!
  - ポリスアカデミー3 全員再訓練!
  - ポリスアカデミー4 市民パトロール
- ボルサリーノ ※日本テレビ版
- ホロコースト -アドルフ・ヒトラーの洗礼-（枢機卿〈ミシェル・デュショソワ〉）
- ポロック 2人だけのアトリエ（ハワード・ピュッツェル〈バッド・コート〉）
- ホワイトハウス狂騒曲 ※フジテレビ版
- ホワイト・バッファロー
- ホワイト・フィアー（アーダルベルト・イエンチュ〈マティアス・グネーディンガー〉）
- 香港極楽コップス/俺たちに明日はある!?（サイ〈フォン・ギンマン〉）
- マーティ
- マイアミ殺人事件
- マイ・ガール ※テレビ朝日版
- マイ・ラブ（ダヴィド・ゴールドマン〈シャルル・デネル〉）
- まごころを君に
- マダムと泥棒（警察部長〈ジャック・ワーナー〉）※新録版
- マッキントッシュの男
- マックス・ローズ（マックス・ローズ〈ジェフリー・ルイス〉）
- マッド・シティ（ラリー・キング）※フジテレビ版
- マトリックス リローデッド（ハーマン評議員〈アンソニー・ザーブ〉）※劇場公開版
- マトリックス レボリューションズ（ハーマン評議員〈アンソニー・ザーブ〉）※劇場公開版
- 真昼の死闘 ※テレビ東京版
- 真夜中のカーボーイ（モリー（電話相手の声）、男の客、TVの男1、映画の声2、店主2、男2）※TBS版
- 真夜中の青春（エルガーの父）
- 真夜中のピアニスト（フォックス）
- マルキ（ベルナルダン、看守）
- マンデラの名もなき看守（ピーター・ジョルダン少佐〈パトリック・リスター〉）
- ミザリー（ピート）※ソフト版
- ミシシッピー・バーニング（ティルマン町長〈R・リー・アーメイ〉）※ソフト版
- 水着の女王（ルーキー・ルゼット〈テッド・デ・コルシア〉）※東京12ch旧版
- Mr.エンジェル/神様の賭け（ジョージ・ビールマン）
- ミスタア・ロバーツ ※テレビ朝日版
- 未知との遭遇 ※テレビ朝日旧録版
- ミッション:インポッシブル（ニュースキャスター）※ソフト版
- ミッシング（クレイ大佐）※ソフト版
- ミッドウェイ（草鹿龍之介少将〈パット・モリタ〉）※テレビ朝日版
- ミッドナイトクロス（ローレンス・ヘンリー〈ジョン・マクマーティン〉、ジャック・マナーズ〈モーリス・コープランド〉）※TBS版
- ミッドナイト・ラン（マービン・ドーフラー〈ジョン・アシュトン〉）※VHS版
- 南から来た用心棒（ペドロ〈アンドレア・ボシック〉）
- 未来世紀ブラジル（ウォーレン氏〈イアン・リチャードソン〉）
- 未来世界
- 未来惑星ザルドス
- 名犬ラッシー（レン・コリンズ〈リチャード・ファーンズワース〉）
- 名犬ラッシー/ラッシーの大冒険（ハードウィック上級曹長〈ディック・シモンズ〉）※VHS版
- メイデイ40,000フィート
- メイフィールドの怪人たち（刑事〈ランス・ハワード〉）※テレビ朝日版
- めまい（ギャヴィン・エルスター〈トム・ヘルモア〉）※BD版
- 面会時間（コルト・ホーカー〈マイケル・アイアンサイド〉）
- もういちど（アンドレアス・ボーグ）
- 猛獣大脱走
- 燃えよデブゴン10 友情拳（リャン・ツァン〈レオン・カーヤン〉）
- 燃えよドラゴン ※テレビ朝日版
- モナリザ・スマイル ※ソフト版
- モモ（マイスター・ホラ〈ジョン・ヒューストン〉）※DVD版
- モロッコ ※テレビ朝日版
- 野獣捜査線（フレッド・ピレリ）
- 山猫は眠らない（チェスター・ヴァン・ダム〈J・T・ウォルシュ〉）※VHS版
- 闇の標的（デュヴァル）
- ヤング・シャーロック/ピラミッドの謎 ※テレビ朝日版
- ヤング・ゼネレーション
- 夕陽よ急げ
- 郵便配達は二度ベルを鳴らす（ニック・スミス〈セシル・ケラウェイ〉）
- 郵便配達は二度ベルを鳴らす
- ゆかいなブレディー家/トラブルinハワイ（競売人〈ホイットニー・リュードベック〉、ホワイトヘッド博士〈ジョン・ヒラーマン〉）
- 夢を生きた男/ザ・ベーブ（ハリー〈ピーター・ドゥナット〉） ※テレビ朝日版
- 妖術秘伝・鬼打鬼（名士ダン〈ウォン・ハー〉）
- 四つの願い（パディ・スカンロン）
- 夜の大捜査線 ※TBS版
- 夜の大捜査線/霧のストレンジャー
- 夜の訪問者 ※日本テレビ版
- 夜の道（ベン・キンブル）※ソフト版
- 鎧なき騎士（ヴラディノフ〈ハーバート・ローマス〉）※テレビ東京版
- ライフ・イズ・ビューティフル（知事〈ジル・バローニ〉）※ソフト版
- ラ・スクムーン
- ラスト・アクション・ヒーロー（フランク〈アート・カーニー〉、ジェームズ・ベルーシ）※フジテレビ版、（トニー・ビバルティ〈アンソニー・クイン〉、ジェームズ・ベルーシ）※テレビ朝日版
- ラストエンペラー
- ラビリンス・オブ・ナイトメア（アンダーソン）
- ランブリング・ローズ（マーティンソン医師〈ケヴィン・コンウェイ〉）
- ランボー（ガルト〈ジャック・スターレット〉）※テレビ朝日版
- リーサル・ウェポン（マーフィ部長）※TBS版
- リーサル・ウェポン2/炎の約束（マーフィ部長）※TBS版
- リトル・イタリーの恋（ペペ）
- リトル・インディアン（スチュアート大尉〈パット・ヒングル〉）
- リトルキョンシー 幽霊童子（セキショ）
- リトル★ダイナマイツ/ベイビー・トークTOO
- リバイヴ・エックス/世紀末プロファイル:侵略（ハーブ〈ロバート・プロスキー〉）
- 理由なき反抗 ※TBS版
- リリー・マルレーン
- レジェンド・オブ・ウォーリアー 反逆の勇者（パスファインダー〈ラッセル・ミーンズ〉）
- レッド・スコルピオン（ガオ、アルフォンゾ・ガララーガ将軍）※ソフト版
- レッドベルト 傷だらけのファイター
- レモ/第1の挑戦
- ローズマリーの赤ちゃん
- ロードキラー（ロナルド・エリングハウス）※テレビ東京版
- ロード・トゥ・ヘル（ホワイティ〈マラキー・マッコート〉）
- ローマの休日（マハラジャ〈ラビンドラナート・ミッター〉） ※テレビ朝日版
- ローラーボール
- ロケッティア（マルコム）※ソフト版
- ロサンゼルス（マイク、クラーク博士）※日本テレビ版
- ロジャー・ムーア/冒険野郎（フォン・クライン）※TBS版
- ロッキー
- ロッキー2（コメンテーター〈ビル・ボールドウィン〉）
- ロッキー3（ビル・ボールドウィン）※TBS版
- ロッキー4/炎の友情（スチュ・ネイハン）※TBS版
- ロッキー5/最後のドラマ
- ロブ・ロイ/ロマンに生きた男（キラーン〈ブライアン・コックス〉）
- ロボコップ3（社長〈リップ・トーン〉）※ソフト版、（社長〈リップ・トーン〉）※テレビ東京版
- 若き勇者たち（ベイツ市長〈レイン・スミス〉）
- わが心のボルチモア（ガブリエル・クリチンスキー〈ルー・ジャコビ〉）
- 我が家の楽園（マーティン・バンダーホフ〈ライオネル・バリモア〉）※PDDVD版
- 鷲は舞いおりた（ジョージ・ワイルド）
- 私を助けて/吹雪が恐怖を運んでくる・人妻監禁事件（店主、ラジオ声）
- わらの女
- ワンス・アポン・ア・タイム・イン・アメリカ ※テレビ朝日版

#### ドラマ
- アガサ・クリスティー ミス・マープル
  - 牧師館の殺人（オーガスティン・デュフォス教授〈ハーバート・ロム〉）
  - シタフォードの謎（ウィンストン・チャーチル首相〈ロバート・ハーディ〉）
  - 青いゼラニウム（イーヴン・ダーモット神父〈デヴィッド・カルダー〉）
- 赤と黒（レナール）
- アボンリーへの道（バーロー 他）
- アルフ シーズン1 #21（警官〈ビル・マッキンタイア〉）
- アンドロメダ（クレセント〈マイケル・ホーガン〉）
- ERX緊急救命室（ヒューイット〈ユージーン・バトラー〉）
- イルカがいた夏（祖父〈ジェームズ・ホイットモア〉）
- WITHOUT A TRACE/FBI 失踪者を追え!3（コネーキー）
- ウォーキング・デッド（ハーシェル・グリーン〈スコット・ウィルソン〉）
- 浮気なおしゃれミディ（ノーベル・バド・フレイジャー）
- エイリアス 2重スパイの女（ホイト教授）
- X-ファイル
  - 序章（スコット・ブレヴィンズ〈チャールズ・シオフィ〉）※テレビ朝日版
  - シーズン5 「旅人」（デールズ〈ダーレン・マクギャヴィン〉）
- NCIS 〜ネイビー犯罪捜査班
  - シーズン4 #2（ミッキー・ストークス〈ハル・ホルブルック〉）
  - シーズン6 #21（トム / ロバート・キング上級曹長〈ピーター・ジェイソン〉）
- エレメンタリー5 ホームズ&ワトソン in NY（フョードル・ウーホフ〈オレク・クルパ〉）
- 奥さまは魔女（証券ブローカー 他）※第52・203話
- おばあちゃんの贈り物〜ニューヨークのクリスマス物語〜（廷吏）
- 俺がハマーだ! シーズン1 #3（レニー）
- 女刑事レディブルー
- グッド・ワイフ4（リチャード〈デヴィッド・マーギュリーズ〉）
- クリミナル・マインド FBI行動分析課
  - シーズン3 #16（ジョン〈マイケル・アイアンサイド〉、ストラットマン〈トレイシー・ウォルター〉）
  - シーズン4 #16（ルーベン・ガルシア、ラリー・バートレット）#19（ローリングス医師〈サム・アンダーソン〉）
  - シーズン5 #16（ロジャー・ロイスウッド〈バッド・コート〉）
- クリミナル・マインド 特命捜査班レッドセル（マーシャル・フェルプス判事〈ボブ・ガントン〉）
- グレイズ・アナトミー 恋の解剖学（ザッチャー・グレイ〈ジェフ・ペリー〉）
- 警察署長（ラマー・マドックス）
- 刑事コジャック シーズン1 #18（エディ・ライアン）
- 刑事コロンボシリーズ
  - 刑事コロンボ 死者の身代金（裁判長）
  - 刑事コロンボ もう一つの鍵（刑事）
  - 刑事コロンボ 毒のある花（バートン）
  - 刑事コロンボ 野望の果て（刑事）
  - 刑事コロンボ 仮面の男（射的屋、タクシー運転手）
  - 刑事コロンボ ハッサンサラーの反逆（マオ・リン）
  - 刑事コロンボ 魔術師の幻想（マイケル・ラリー、マック刑事、ジェフリー巡査）
  - 刑事コロンボ ルーサン警部の犯罪（ウォルター・グレイ）
  - 新・刑事コロンボ 殺意のキャンパス（ヴィト）
  - 新・刑事コロンボ 死者のギャンブル（バーティ弁護士）
  - 新・刑事コロンボ 4時2分の銃声（ハワード）
  - 新・刑事コロンボ 奇妙な助っ人（パット）
- 刑事マルティン・ベック ロゼアンナ（退役大佐）
- 刑事ロニー・クレイブン
- ケインとアベル（プレスコット判事）
- コールドケース 迷宮事件簿 #11 シーズン2 #14
- こちらブルームーン探偵社
  - シーズン2 #3（トニー、カジノの警備員〈ロバート・ツダール〉）
  - シーズン5 #9（ダンカン・ケネディ〈ビル・アーウィン〉）、#13（神父）
- 西遊記（須菩提祖師〈エリック・ツァン〉）
- ザ・コミッシュ パイロット版（ウィリアム・スターディヴァント）
- ザ・シークレット・エージェント4（クラフティ）
- ザ・ホワイトハウス（首席裁判官、ディアボーン〈スティーブン・ギルボーン〉）
- 三国志演義（華雄）※NHK-BS2版
- サンセット77
- CIA:ザ・エージェンシー（アレクセイ・バディン将軍〈エフゲニー・ラザレフ〉、アントニオ・モアレ）※ソフト版
- CSI:ニューヨーク9（チャールズ・ロス（アダムの父）〈ジェームズ・ハンディ〉）
- CSI:10 科学捜査班（ナックルズ・パット〈ティム・コンウェイ〉）
- ジェシカおばさんの事件簿（セス・ハズリット医師〈ウィリアム・ウィンダム〉）
- シドニー・シェルダンの明日があるなら（ウィリー、アルベルト・フォルナティ）※VHS版
- シャーロック・ホームズの冒険
  - 海軍条約文書事件（タンジー）
  - 四人の署名（モーディカイ・スミス）
  - バスカヴィル家の犬（船員）
  - ボスコム渓谷の惨劇（ジョン・ターナー〈ピーター・ヴォーン〉）※追加収録部分
- 新スタートレック
  - さまよえるクリンゴン戦士（クヌーラ〈デイビッド・フロマン〉）
  - 愚かなる欲望（外科医〈ダニエル・ベンザリ〉）
  - ファースト・コンタクト（ベレル〈ジョージ・ハーン〉）
  - 新ワープ航法ソリトン・ウェーブ（ジャダー博士〈リチャード・マクゴナガル〉）
  - インターフェイス救出作戦（ホルト提督〈ウォレン・マンソン〉）
- 新スパイ大作戦
  - ザ・キラー（牧師／警官①）
  - アサイラム―亡命―（審判）
  - 海底3000フィートの告白（レイナード／玄関前で倒れる男D）
  - 熱き欲望の金脈（奏者）
- 新・ヒッチコック劇場 シーズン1 #14（バジー・カレリ）
- 新・弁護士ペリー・メイスン（デレオン神父）
- スタートレック:ディープ・スペース・ナイン（パーン提督、テキニー・ゲモール評議員〈ローレンス・プレスマン〉）
- スティーヴン・キングのザ・スタンド（ラルフ・ブレントナー）
- スティーヴン・キングのデスペレーション（トム・ビリングスリー〈チャールズ・ダーニング〉）
- スパイ大作戦
  - 選挙戦にアタック！（ガソリンスタンドの主人／警官）
  - 第三の壁（ルーコフスキー）
  - 脱出口（ヘンクス）
  - 王手!（グロートとチェスをする男）※追加収録
  - 鉄条網とリンチ（トラックの死体を発見する警備兵B）
  - 海底に消えたダイヤ（警備主任）
  - 第三次世界大戦勃発（ホワイト警部／元帥）
- 狙撃者/ボーン・アイデンティティ（ピエール・ダムコート）※ソフト版
- ダークエイジ・ロマン 大聖堂（カンタベリー大司教〈ゴードン・ピンゼント〉）
- ダークエンジェル シーズン2 #15（ボス〈ジョン・ジュリアーニ〉）※ソフト版
- 第一容疑者2 顔のない少女（オスカー・ブリーム〈デヴィッド・ライオール〉）
- 第一容疑者4 消えた幼児（オスカー・ブリーム〈デヴィッド・ライオール〉）
- 大草原の小さな家（デューイ〈エリック・クリスマス〉）
- タイムマシーンにお願い（ヘンリー〈ウェイン・ティピット〉）
- たどりつけばアラスカ（ゴードン・マッカーン〈ノーブル・ウィリンガム〉）
- ダメージ（ラリー・ポプラー〈ビクター・アーノルド〉）
- ダンディ2 華麗な冒険 #11（ハーヴェイ・マックス）、#14（プレンティス）
- 地上最強の美女たち!チャーリーズ・エンジェル
  - シーズン2 #6（メドウズ）、#14（レオ・ハリス）、#26（スレイド）
  - シーズン3 #2（パーキンス教授〈ジェームズ・ホン〉）、#16（ラニー・プレス）
- 地上最強の美女バイオニック・ジェミー2 #2 「博徒ジェミー洋上戦」
- 超音速攻撃ヘリ エアーウルフ
  - シーズン1 #8（フェルナンデス大佐）
  - シーズン2 #13（ブライアント警部）、#16（ジェンセン医師）
  - シーズン3 #16（プレンティス保安官）、#21（保安官〈マイケル・マスターズ〉）
- ツイン・ピークス（ウィル・ヘイワード医師〈ウォーレン・フロスト〉）
- ツイン・ピークス The Return（ウィル・ヘイワード医師〈ウォーレン・フロスト〉）
- TVキャスター マーフィー・ブラウン（ジーン・キンセラ〈アラン・オッペンハイマー〉）
- デスパレートな妻たち（クローリー神父〈ジェフ・ドーセット〉）
- 特捜刑事マイアミ・バイス
  - シーズン1 #11（アラン・ファーバー）、 #21（カーン）
  - シーズン2 #22（リド公園局長〈リー・アイアコッカ〉）
  - シーズン3 #11（フランク・ハックマン）
- ドクタークイン 大西部の女医物語（スチュワード〈ニコラス・プライアー〉）
- Dr.マーク・スローン（カボット上院議員〈デビッド・リチャーズ〉）
- 特別狙撃隊S.W.A.T. シーズン1 #10（アーサー・ブレイク）
- どこかでなにかがミステリー（コックス〈ジェイ・ブレイジョー〉）
- 特攻ギャリソンゴリラ
- 特攻野郎Aチーム
  - シーズン1 #3（保安官）
  - シーズン2 #10（ミッキー・スターン）、#20（ハーパー）
  - シーズン4 #14（シェッキー・グリーン、ジミー）、#16（レッド・エイヴォリー）
  - シーズン5 #13（トミー・ヘンダーソン）
- ナイトライダー
  - シーズン1 #1　電子頭脳スーパーカー誕生（ウィリアム・ベンジャミン〈ノエル・コロン〉、チャールズ・アクトン〈エド・ギルバート〉）、
  - シーズン1 #7　デボン逮捕!決死の脱獄・迫る巨大トレーラー!橋上の対決（デイブ・バトラー署員、警官、ガソリンスタンド店員）
  - シーズン1 #20 コンピューター泥棒を追え!ナイト2000大追跡ジャンプ!!（警備員、客、警察無線の声）
  - シーズン2 #1　無敵ゴライアスvsナイト2000（マドックス将軍〈ポール・ランバート〉）
- ナッシュビル・ビート/熱い捜査線
- NUMBERS 天才数学者の事件ファイル
  - シーズン1 #10（ピーター・ワトソン〈ロン・ディーン〉）
  - シーズン1 #11（ロバート・オリバー〈ブルース・デイヴィソン〉）
  - シーズン3 #16（オルストン〈ブルース・マッギル〉）
- 根の深い木 〜世宗大王の誓い〜
- ネバーウェア（アール〈フレディ・ジョーンズ〉、アーノルド・ストックトン）
- ハウス・オブ・カード 野望の階段2
- バビロン5（ラビ・コスロフ〈セオドア・ビケル〉、ナーン人の幻影）
- HAWAII FIVE-0
  - シーズン1 #7（エド・マッケイ〈ロバート・ロッジア〉）
  - シーズン7 #22（マイケル・マーフィー）
- 犯罪捜査官ネイビーファイル
  - シーズン1 #13（アンダーウッド艦長〈ジャック・シアラー〉）
  - シーズン8 #7（元海軍作戦参謀〈ウィリアム・ウィンダム〉）
- 美女と野獣（シェリアン医師〈エイブラハム・アルバレス〉、ランドール弁護士）
- ビバリーヒルズ高校白書（ジャック・マッケイ〈ジョッシュ・テイラー〉）
- ヒルストリート・ブルース（レオ・シュニッツ、アルフ・チェスリー）
  - シーズン6 #5（リー・オーベルマン判事、フレッド・ピアソン）
- フリッパー（ミング〈ジョン・アランス〉）
- FRINGE/フリンジ（キム・ダシエル）
- プリズナーNo.6
  - A. B. & C.（胴元）
  - 死の筋書き（配達夫）
  - 思想転移（治療を受けた男）
- プリンスは大学生
- フルハウス（マラテスタ社長〈ジェームズ・ハンプトン〉）
- ベイウォッチ（ボナー医師〈ロバート・パイン〉）
- 弁護士イーライのふしぎな日常（トマス・ヘイズ）
- ボードウォーク・エンパイア2 欲望の街
- 冒険野郎マクガイバー
  - パイロット版（シドニー・マーロウ博士）
  - シーズン1 #18（ウィリス教授）、#22（フィエロ大司教）
- 炎のエマ（ハリー・マリオット）
- マスケティアーズ パリの四銃士（デュヴァル神父〈デビッド・バーク〉）
- ミステリー・グースバンプス（カート）
- ミステリーゾーン4
  - #10 「歴史のかきかえ」 （ハンフォード〈ロバート・コーンスウェイト〉）
  - #11 「宇宙飛行士の幻想」
- ミステリーゾーン5 #18 「黒い訪問者」 （ハーパー副保安官〈マイケル・コンラッド〉）
- ミス・マープル
  - バートラム・ホテルにて（ロナルド・グレイヴス卿、リチャード・エジャートン）
  - スリーピング・マーダー（ウォルター・フェーン）
- 名探偵ポワロ ※NHK版
  - 消えた廃坑（ピアソン頭取）
  - 夢（ホームズ執事）
  - ABC殺人事件（カーリー署長、デメリル）
  - 負け犬（パーソンズ執事）
  - コックを捜せ（キャメロン氏、頭取、警部）
  - ゴルフ場殺人事件（ローレンス、ドーブル町長、駅長、記録映画の解説）
- モンテ・クリスト伯
- ヤングライダーズ シーズン1〜3（サイモン 他）
  - シーズン1 #13（コーコラン）
- リーサル・ウェポン（ティト・フロレス〈ダニー・モラ〉）
- 離党〜背信の代償
- ROME［ローマ］（ガイウス・アケルボ）
- ロズウェル - 星の恋人たち（ヘシダー検視医）
- LOST（バーナード・ナドラー〈サム・アンダーソン〉）
- ロンサム・ダブ（ロスコー・ブラウン〈バリー・コービン〉）

#### アニメ
- ウェイン&ラニー クリスマスを守れ!（サンタ）
- ウォーターシップダウンのうさぎたち（ビッグウィッグ）
- ヴァン・ヘルシング アニメーテッド（枢機卿〈声：アラン・アームストロング〉）
- タンタンの冒険
  - 青い蓮（ワン〈声：ホー・チョウ〉）
  - 紅海のサメ（オリベイラ）
  - ファラオの葉巻
  - 燃える水の国
- チップとデールの大作戦（ハバハバ）※新吹き替え版
- バットマン
- ピンチクリフ・グランプリ
- ポリスアカデミー（本部長）
- Mr.インクレディブル（牧師〈声：ジョン・ウォーカー〉）
- ヨセフ物語 〜夢の力〜（ヤコブ〈声：リチャード・ハード〉）
- リブート（サイラス〈声：ゲイリー・チョーク〉） ※フジテレビ版
- フィリックス･ザ･キャット フィリックスのクリスマスを救え!（サンタクロース）

#### 人形劇
- キャプテン・スカーレット ファッションショーをねらえ!（ドアマン、警官の声）
- ジョー90 裏切りのテスト飛行（管制官1）
- サンダーバード
  - ロケット“太陽号”の危機（ハインズ博士）
  - 原子力機・ファイアーフラッシュ号の危機（国際航空大臣、農場主）
  - 火星ロケットの危機（ウィングローブ博士、警察官）
  - 恐怖の空中ファッションショー（記者2、管制官）
  - サンダーバード6号（新世界航空社長）※ビデオ版
- スーパーカー ミッチ宇宙を行く（ビル・ギブソン）
- チーム★アメリカ/ワールドポリス（ハンス・ブリックス〈声：トレイ・パーカー〉）
- ロンドン指令X 潜水艦スパイ（ニールソン副社長）

### 特撮
- ウルトラマン80（侵略星人ガルタン大王の声）
- 超神ビビューン（影男の声）

### ボイスオーバー
- クラシック・ロイヤルシート（NHK BS2）
- 地球ドラマチック「月を目指して 〜アポロ計画を支えた勇気〜」（NHK教育、2007年）
- ドキュメント地球時間（NHK教育）
- ドキュメンタリー「ヒトラーと6人の側近たち」（ローフス・ミシュ 他）
- ドキュメンタリー・ドラマ「ニュルンベルク裁判」（ヘンリー・キング、ロジャー・バレット）
- BS世界のドキュメンタリーNHK BS1）
- BBCセレクション（NHK衛星放送）
- BSプライムタイム「スターリングラード攻防戦・60年目の証言」（2004年、ハインツ・トーマス、ゲアハルト・デングラー 他）
- 知への旅（NHK教育）
- ロイヤル・スキャンダル 〜エリザベス女王の苦悩〜（フィリップ・ジーグラーの声）

### テレビドラマ
- ヒロシマ 原爆投下までの4か月（1996年、NHK総合）

### 映画
- 大日向村の46年 満州移民・その後の人々（1986年、解説）

### 舞台
- オフィス薫公演
  - 付属養成所発表公演「セイムタイム・ネクストイヤー」 二幕一場（2003年、演出）
  - 付属養成所公演「孔雀館」（2004年、演出）
  - 劇団プレイヤーズ・ステーション公演「かもめ」（2007年、演出）

### CM
- 明星食品（チャルメラおじさん）
- サントリー発泡酒（ナレーション）
- NTT「タウンページ」（ナレーション、2006年）

### CD
- 世界名作絵本CDシリーズ
  - ラ・フォンテーヌのお話
  - ピノッキオの冒険